# Jaroslav Hurt
Jaroslav Hurt (30. prosince 1877, Přerov – 15. dubna 1959, Tábor) byl český herec, režisér, divadelní ředitel a pedagog.
Pocházel z herecké rodiny, na divadle začínal jako technik. Do roku 1925 působil v Národním divadle, současně se věnoval pedagogické činnosti. Vyučoval na pražské konzervatoři a na Právnické fakultě Univezity Karlovy, kde přednášel řečnictví. Napsal také knihu Řečnictví v teorii a praxi (1934). Působil i v rozhlasovém vysílání a ve filmu. Od roku 1914, byl manželem zpěvačky Vlasty Loukotkové (1893–1973), se kterou měl syna Jiřího Hurta (* 1915).[zdroj?]

## Životopis
Byl synem herce a divadelního ředitele Jana Hurta, jeho bratr Josef Hurt byl také divadelním ředitelem a výtvarníkem. Gymnázium studoval v Jindřichově Hradci, ale v sextě studia ukončil. Roku 1893 odešel za otcem, ředitelem Divadla a Arény u Deutschů v Praze, kde pracoval jako technický pracovník a nápověda. Protože se rozhodl stát hercem, školil se také soukromě u Josefa Šmahy. Sedm let putoval mezi různými společnostmi, hrál u Kokoškové, Dobrovolného, Choděry, Chmelenského, Štětky aj. V letech 1904–1906 získal konečně angažmá v Plzni, odkud si ho v roce 1906 Jaroslav Kvapil převzal do souboru Národního divadla v Praze.

### Éra Národního divadla

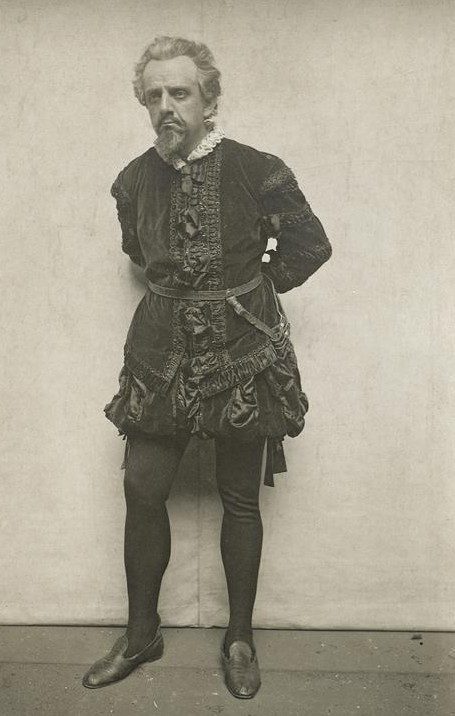
Jaroslav Hurt v roli Zdislava Berky z Dubé ve hře B. Adámka Salomena, 1918

Národní divadlo v Praze se stalo jeho domovem téměř na dvacet let, působil zde jako herec i režisér, po Kvapilově odchodu z divadla po něm převzal vedení činohry (1919–1921). Mezi jeho významné herecké role v Národním divadle patří Jago (Othello) a Polonius (Hamlet) v shakespearovském cyklu roku 1916, vodník Ivan v Jiráskově Lucerně (1905) a několik nastudování Vojnara (Alois Jirásek, Vojnarka). V Národním divadle vytvořil přes 250 rolí a režíroval téměř 50 inscenací.
Jako velký obdivovatel Jaroslava Kvapila vyznával jeho hereckou školu psychologického realismu, v němž rád ztvárňoval postavy s ostrým až sarkastickým slovním vyjadřováním. Jeho mimika byla úsporná, gesta pevná, jeho artikulace byla precizní a osobitě řezaná. Často se dostával do konfliktu s Eduardem Vojanem, jehož v dialozích často přehrával. Roku 1920 byl iniciátorem zabrání Stavovského divadla a jeho začlenění jako druhé scény Národního divadla.  V roce 1922 se postavil proti novému šéfovi K. H. Hilarovi, s nímž měl rozpory ke způsobu hereckého vyjadřování, směřujícího k expresionismu, vzdal se funkce šéfa činohry a roku 1925 z divadla odešel.

### Rozhlasová práce
Roku 1927 se stal prvním stálým režisérem rozhlasových činoher v Radiojournalu, když zde již od roku 1925 hostoval. Od roku 1932 byl pak šéfrežisérem. Už v listopadu 1925 přednesl v rozhlase monolog z Molièrova Misantropa. Od svých režijních počátků se snažil dokázat, že činoherní děj je možné v rozhlase realizovat i bez vizuálních počitků, především doplňováním různých zvukových efektů, které dokreslují místo děje, atmosféru, postavy i děj samotný. Specifiku rozhlasového vedení herce viděl ve zdůraznění patosu ve vyjadřování, melodičnosti přednesu, správného a vhodného akcentu. K tomu se hodila klasická melodramata, v lednu 1928 bylo uvedeno melodrama Jaroslava Vrchlického s hudbou Zdeňka Fibicha Námluvy Pelopovy. Po úspěchu této hry byla uvedena i druhá část Vrchlického trilogie, Smír Tantalův, kde hráli např. Bedřich Karen, Václav Vydra, Eva Vrchlická a Jarmila Kronbauerová. Pro rozhlasovou práci vytvořil stálou skupinu mladých herců, s níž spolupracoval. V roce 1939 odešel do starobního důchodu.

### Pedagogická práce
V letech 1919–1928 byl profesorem dramatického oddělení pražské konzervatoře, kde vyučoval deklamaci a studium rolí.  Mezi jeho žáky patřili Ladislav Boháč, Marie Glázrová, Jarmila Horáková, Miloslav Jareš, Jan Škoda, František Salzer, Otomar Korbelář, Miloš Nedbal, Jan Pivec, Světla Svozilová aj. Mladí posluchači a absolventi třídy J.Hurta hrávali ve dvacátých letech svá mimoškolní veřejná představení v holešovické Legii malých.
V letech 1926–1934 přednášel řečnictví na Právnické fakultě Univerzity Karlovy.

### Poslední léta
Těsně před koncem války se na čas vrátil do divadla, aby vedl Divadlo práce, pozdější Revoluční scénu (hrála v Komorním divadle). Po zrušení této scény Hurt hrál a režíroval s ochotníky v různých jihočeských městech a působil jako ředitel, šéf činohry a režisér v Českých Budějovicích (1945–1950). I zde též vystupoval jako herec a s budějovickým divadlem se rozloučil rolí prof. Poležajeva v Rachmanově hře Neklidné stáří.

## Citát
Profesor Jaroslav Hurt mne zaujal hned na první pohled. Byl osobnost po všech stránkách hodná pozornosti. Menší souměrné postavy, bělovlasý, pod tmavým hustým obočím pronikavé oči, které přímo přitahovaly. Sám výborný herec, který v době, kdy šéfem byl básník Jaroslav Kvapil, patřil k předním umělcům Národního divadla. Hrál na naší první scéně dvacet let, až do roku 1925. Výborný učitel.
Ladislav Boháč

## Ocenění
- 1953 Řád práce
- 1960 titul Zasloužilý člen ND

## Filmografie
Jeho práce u filmu nebyla rozsáhlá. Před 1. světovou válkou pomáhal jako herec u společnosti ASUM, pro kterou také režíroval svůj jediný film, Falešný hráč. Většina filmů se nezachovala, významná byla role v historickém filmu Stavitel chrámu, dnešní divák ho může postřehnout v dosud hraném filmu Voskovce a Wericha Peníze nebo život, kde hrál nastávajícího tchána Jiřího Voskovce.

### Herecké role
němý film
- Dáma s barzojem, 1912 – role neuvedena
- Falešný hráč, 1912 – role neuvedena
- Rozvedená paní, 1913 – role neuvedena
- Stavitel chrámu, 1919 – první stavitel, ďábel (dvojrole)
- Šílený lékař, 1920 – detektiv Harry Gordon
- Modche a Rezi, 1926 – role neuvedena
- Pantáta Bezoušek, 1926 – rada Burdych, Mařenčin otec
- Pražský flamendr, 1926 – truhlářský mistr Jahoda

zvukový film
- Peníze nebo život, 1932 – Pepíkův tchán
- Osudná chvíle, 1935 – bankovní ředitel dr. Bartoš

### Režie
- Falešný hráč, 1912